# Johanna Franziska von Hohenzollern-Sigmaringen

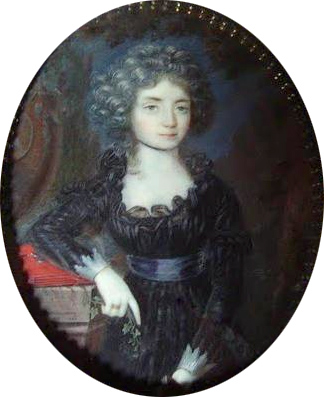
Johanna Franziska von Hohenzollern-Sigmaringen, Fürstin zu Salm-Kyrburg

Johanna Franziska Fidelis Antoinette Monika von Hohenzollern-Sigmaringen (* 5. Mai 1765 in Sigmaringen; † 23. August 1790 in Kirn) war eine Prinzessin von Hohenzollern-Sigmaringen und durch Heirat Fürstin zu Salm-Kyrburg.

## Leben
Johanna Franziska war eine Tochter des Fürsten Karl Friedrich von Hohenzollern-Sigmaringen (1724–1785) aus dessen Ehe mit Johanna (1727–1787), Tochter des Grafen Franz Wilhelm von Hohenzollern-Berg.

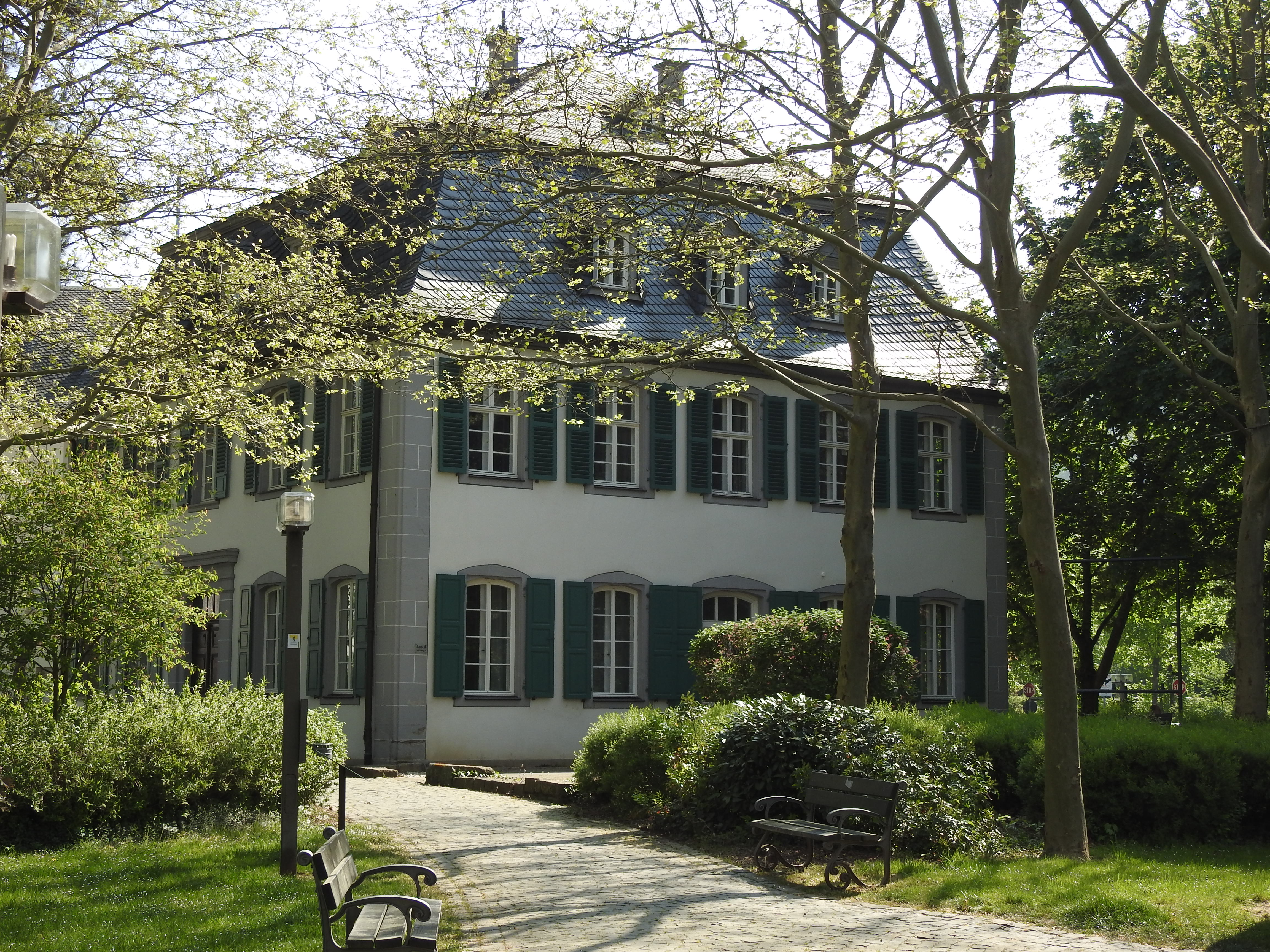
Ansicht des Pavillons Teichweg 11 von Schloss Amalienlust, bewohnt seit 1784 von Fürst Friedrich III. und seine Gemahlin, Fürstin Johanna Franziska

Sie heiratete am 29. November 1781 in Straßburg Fürst Friedrich III. Johann Otto zu Salm-Kyrburg (1745–1794). Anlässlich der Vermählung erfolgte auch die Verlobung von Johannas Bruder Anton Aloys mit Friedrichs Schwester Amalie Zephyrine.
Der finanziell angeschlagene Friedrich erholte sich finanziell mit der enormen Mitgift seiner Gemahlin und errichtete von 1782 bis 1787 in Paris das Hôtel de Salm, in dem das Paar mit dem französischen Hochadel des vorrevolutionären Frankreichs verkehrte. In Kirn baute er zwischen 1782 und 1790 eine fürstliche Sommerresidenz aus mehreren Pavillons, Theater, Gesellschaftshaus als ovale Gartenanlage. Drei Gebäude der klassizistischen Anlage sind noch vorhanden, der Fürstenpavillon, der Pavillon für seine Schwester Amalie sowie das ehemalige Theater.
Johanna von Salm-Kyrburg starb 1790 in der Sommerresidenz Friedrichs III. in Kirn und wurde im Chorraum der evangelische Kirche von Kirn beerdigt.

## Nachkommen
Aus ihrer Ehe hatte Johanna Franziska folgende Kinder:
- Philippine Friederike (1783–1786)
- Friedrich Heinrich (1785–1786)
- Friedrich Emanuel (*/† 1786)
- Friedrich IV. (1789–1859), Fürst zu Salm-Kyrburg

⚭ 1815 Cécile Rosalie Prévôt, Baronne de Bourdeaux (1783–1866)